# S/2007 S 3
S/2007 S 3 ist einer der kleineren äußeren Monde des Planeten Saturn.

## Entdeckung
Die Entdeckung von S/2007 S 3 durch Scott S. Sheppard, David C. Jewitt, Jan Kleyna und Brian G. Marsden auf Aufnahmen vom 18. Januar bis zum 19. April 2007 wurde am 1. Mai 2007 bekannt gegeben.

## Bahndaten
S/2007 S 3 umkreist Saturn auf einer retrograden exzentrischen Bahn in einem mittleren Abstand von 20.518.500 km in rund 992 Tagen. Die Bahnexzentrizität beträgt 0,130, wobei die Bahn mit 177° gegen die Ekliptik geneigt ist.

## Aufbau und physikalische Daten
S/2007 S 3 besitzt einen Durchmesser von etwa 5 km.